# سمير ميتي
سمير ميتي (بالسويدية: Semir Mete)‏ (27 أكتوبر 1987 بالسويد - ) هو لاعب كرة قدم سويدي في مركز الوسط. لعب مع نادي سيريانسكا وEskilstuna City FK ‏ وSödertälje FK ‏ وHusqvarna FF ‏ وSyrianska IF Kerburan ‏.

## وصلات خارجية
- سمير ميتي على موقع اتحاد السويد (السويدية)
- سمير ميتي على موقع قاعدة بيانات كرة القدم.إي يو (الإنجليزية)